# بوبر زیتونی کامرون
بوبر زیتونی کامرون (نام علمی: Phyllastrephus poensis) نام یک گونه از سرده بوبرهای اصلی است.